# Mali Mire
Mirko Perović, poznatiji pod umetniičkim imenom Mali Mire (Niš, 10. april 1989) srpski je reper i tekstopisac. Član je poznatog niškog rep sastava One Shot, koji pored njega čine Rolex i Zli Toni. Široj javnosti postali su poznati kao grupa pesmom Air Max i 20 evra i sa One Shot Mixtape-om koji je objavljen preko hip hop izdavačke kuće Bassivity Digital. Sarađivao je sa reperima kao što su Furio Đunta, Reksona, Struka, Arafat, Smoke Mardeljano. Većinu njegovih instrumentala komponovao je producent Coby.

## Biografijа

#### 2001—2005: Početak hip hop karijere
U hip hop kulturu ušao je veoma rano. Najpre kroz grafite i rolerblejding, a prvi put je stao pred mikrofon sa samo 12 godina. Prve studijske snimke napravio je 2002. godine, u studiju kod poznatog srpskog producenta i audio-inženjera JanZoo-a. On je prepoznao njegov potencijal i pozvao ga da sa tadašnjim bendom snimi pesmu za prvu nišku rep kompilaciju ’’Strukturna iluzija’’, nakon čega je učestvovao na prvim niškim hip hop festivalima ’’State of mind’’.

#### 2005—2012:i
Od 2005. godine sarađuje i snima sa Rolex-om, sa kojim dve godine kasnije osniva grupu One Shot, koju pored njih dvojice čini i Zli Toni. Nakon velikog uspeha Rolex-a i kasnije zajedničke pesme ’’Air max i 20 evra’’, počinje njihova saradnja sa izdavačkom kućom Bassivity Digital. One Shot tada objavljuje mikstejp za najvći balkanski hip hop label Bassivity Digital. Projekat koji je nastao na relaciji Niš-Beograd-Njujork podigao je standarde domaće muzičke produkcije, za šta su velikim delom zaslužni Coby i Oneya. Većinu Miretovih instrumentala komponovao je Coby.

#### 2012—danas:
Sarađivao je sa mnogim reperima kao što su Coby, Furio Đunta, Reksona, Ikac, Struka, THCF, Arafat, Smoke Mardeljano, Dripac, I Bee, 90 Naz, Timbe i Sivilo. U sastavu Bassivity Showcase-a nastupao je 2016. godine na EXIT festivalu.. Pojavio se na festivalu Dođi na Amfi više puta kao i na Nišvil džez festivalu 2019. godine.

## Diskografija

#### Albumi
- One Shot Mixtape (2012)

#### Singlovi i gostovanja
- Nisam stao (ft. Infamous IRS, 2021)
- ((ft. Zli Toni, 2021)
- Počasna loža (ft. Furio Đunta, 2017)
- Kaži (ft. B Crew, 2017)
- Život je lep (ft. Furio Đunta, 2016)
- Deca Grada (ft. Furio Đunta, 2015)
- Bez Ravnoteže (ft. Arafat, 2015)
- Ruže i pištolje (ft. Reksona, Struka,2015)
- Kiša u Londonu (ft. Smoke Mardeljano, Arafat, BRC, 2015)
- ((ft. Zli Toni, Rasta, 2015)
- Armani (ft. Zli Toni, Rasta, 2016)
- Nikada (2013)
- Matematika mog tima (ft. One Shot, 2013)
- (2013)
- Lice meduze (ft. One Shot, 2012)
- Daj mi samo jedan osmeh ((ft. One Shot, 2011)
- Bulevar (ft. B Crew, 2011)
- Partibrejker (ft. Sivilo, 2011)
- Spreman sam (ft. Reksona, Zli Toni, Rolex, 2011)
- Samo me prati (ft. One Shot, 2011)
- Krvavo (ft. One Shot, 90 Naz, 2011)
- Šta ćeš sad (ft. One Shot, 2010)
- (2010)
- Bolje budi jak čak i kad si slab (ft. One Shot, 2010)
- Sve vaše nove fore moje su stare ustvari (ft. One Shot, 2009)
- Problem (ft. One Shot, 2009)
- Air max i 20 evra (ft. One Shot, Ikac, 2008)